# Krzysztof Tyszkiewicz Łohojski
Krzysztof Tyszkiewicz Łohojski herbu Leliwa (zm. 1666) – wojewoda czernihowski w latach 1654–1659, podczaszy kijowski w latach 1646–1649, starosta żytomierski w latach 1649–-1655, członek konfederacji tyszowieckiej 1655 roku, ekonom brzeski od 1652 roku. 
Poseł na sejm 1639 roku, sejm 1640 roku, sejm 1641 roku, sejm 1645 roku, sejm 1646 roku. Poseł na sejmy ekstraordynaryjne 1642 i 1647 roku. Poseł na sejm koronacyjny 1649 roku. Poseł na sejm 1650 roku. Poseł sejmiku żytomierskiego województwa czernihowskiego na sejm zwyczajny 1652 roku.